# Allotraeus subtuberculatus
Allotraeus subtuberculatus là một loài bọ cánh cứng trong họ Cerambycidae.